# Richard M. Goodwin
Richard Murphey Goodwin (New Castle, 24 febbraio 1913 – Siena, 6 agosto 1996) è stato un matematico ed economista statunitense, a cui è stata dedicata la facoltà di economia dell'Università degli Studi di Siena.

## Biografia
Si laurea con lode in scienze politiche all'Università di Harvard, dopo di che, tra il 1934 e il '37 continua gli studi ad Oxford dove approfondisce le tematiche economiche. Nel 1938, durante il master in economia segue le lezioni di Joseph Schumpeter con cui, in seguito, consoliderà un rapporto di amicizia. Negli anni quaranta tiene ad Harvard un corso sulla teoria del ciclo economico.
Alla morte di Schumpeter viene allontanato da questa università per motivi politici ed in seguito, su invito, si trasferisce a Cambridge dove ha insegnato e svolto attività di ricerca fino al 1980. Nel novembre di quell'anno diventa professore all'Università di Siena, nell'allora Facoltà di Scienze Economiche e Bancarie, ora Facoltà di Economia, oggi dedicata al suo nome.
Divenuto nel 1983 professore emerito, continua l'insegnamento fino alla primavera del 1995. Muore a Siena nell'estate del 1996.